# Marcel Danis
Hon. Marcel Danis, PC (* 22. Oktober 1943 in Montreal, Québec) ist ein kanadischer Politiker der Progressiv-konservativen Partei Kanadas, der unter anderem zwischen 1984 und 1993 Mitglied des Unterhauses sowie von 1991 bis 1993 Arbeitsminister im 24. Kabinett Kanadas war.

## Leben

### Studien, Hochschullehrer und Abgeordneter des Unterhauses
Marcel Danis, dessen Vater Richter am Obergericht von Québec war, begann nach dem Schulbesuch ein Studium der Politikwissenschaften am Loyola College, welches er 1965 mit einem Bachelor of Arts (BA Political Science) beendete. Ein darauf folgendes postgraduales Studium der Politikwissenschaften an der Fordham University schloss er 1966 mit einem Master of Arts (MA Political Science) ab und absolvierte zudem zwischen 1966 und 1968 ein Studium der Fächer Verfassungsrecht und Politikwissenschaften an der Sorbonne, der Universität von Paris. Nach seiner Rückkehr nahm er 1968 eine Lehrtätigkeit als Dozent für Politikwissenschaften am Loyola College auf und absolvierte zudem ein weiteres postgraduales Studium im Fach Privatrecht an der Universität Montreal, welches er 1971 mit einem Bachelor beendete.
Bei der Unterhauswahl am 18. Februar 1980 kandidierte Danis im Wahlkreis Saint-Hyacinthe erstmals für die Progressiv-konservative Partei für ein Mandat im Unterhaus, unterlag jedoch mit 10.033 Stimmen dem Wahlkreisinhaber der Liberalen Partei, Marcel Ostiguy, auf den 28.130 Wählerstimmen entfielen. Bei der darauf folgenden Unterhauswahl am 4. September 1984 wurde er mit 38.690 Stimmen im Verchères erstmals zum Mitglied des Unterhauses gewählt und konnte sich dabei gegen den bisherigen liberalen Wahlkreisinhaber Bernard Loiselle durchsetzen, auf den 19.365 Stimmen entfielen. Er gehörte nach seiner Wiederwahl bei der Unterhauswahl am 21. November 1988 mit 32.317 Stimmen bis zum 24. Oktober 1993 an, nachdem er auf eine erneute Kandidatur bei der Unterhauswahl am 25. Oktober 1993 verzichtet hatte. Der Wahlkreis wurde daraufhin von Stéphane Bergeron vom Bloc Québécois übernommen.

### Stellvertretender Unterhaussprecher und Minister
Unmittelbar nach seiner ersten Wahl wurde Marcel Danis am 5. November 1984 stellvertretender Sprecher des Unterhauses und fungierte damit bis zum 22. Februar 1990 als Stellvertreter von Parlamentspräsident John William Bosley (5. November 1984 bis 30 Sep 1986) beziehungsweise dessen Nachfolger John Allen Fraser (30. September 1986 bis 17. Januar 1994). Zugleich fungierte er zwischen dem 5. November 1984 und dem 22. Februar 1990 als stellvertretender Vorsitzender der Ausschüsse des gesamten Unterhauses. In der 34. Legislaturperiode (1988 bis 1993) fungierte er zeitweise auch als Sondervorsitzender des Sonderausschusses zur Überprüfung des Gesetzes des kanadischen Parlaments.
Am 23. Februar 1990 übernahm Danis zunächst das Amt als Staatsminister für Fitness und Amateursport beim Minister für nationale Gesundheit und Wohlfahrt Perrin Beatty sowie zugleich als Staatsminister für Jugend beim Minister für Beschäftigung und Einwanderung Barbara McDougall und bekleidete diese beiden Ämter bis zum 20. April 1991. Er wurde zugleich am 23. Februar 1990 Mitglied des Kronrates und fungierte vom 23. Februar 1990 bis zum 20. April 1991 als stellvertretender Führer des Unterhauses. Er gehörte zudem zwischen dem 20. März 1990 und dem 20. April 1991 den Kabinettsausschüssen für Kultur und nationale Identität, für Gesetzgebung und Planungen des Unterhauses sowie für menschliche Ressourcen, Einkommensunterstützung und Gesundheit als Mitglied an und war zudem vom 20. März 1990 bis zum 24. Juni 1993 Mitglied des Sonderausschusses des Kronrates für Privatisierungs- und Regulierungsangelegenheiten.
Im Zuge einer Regierungsumbildung wurde Marcel Danis am 21. April 1991 Nachfolger von Jean Corbeil als Arbeitsminister im 24. Kabinett Kanadas und übte dieses Ministeramt bis zum 24. Juli 1993 aus. Zugleich war er zwischen dem 21. April 1991 und dem 3. Januar 1993 sowohl stellvertretender Vorsitzender des Kabinettsausschusses für menschliche Ressourcen, Sozial- und Rechtsangelegenheiten als auch stellvertretendes Mitglied des Kabinettsausschusses für das Schatzamt.
Nach seinem Ausscheiden aus Regierung und Parlament wurde Danis 1993 Prodekan der Fakultät für Künste und Wissenschaften Concordia University, die aus dem Loyola College entstanden war, sowie 1996 Vizerektor dieser Universität. 1998 übernahm er den Posten als Generalsekretär und wurde 2005 zugleich zum Vizepräsidenten für Außenbeziehungen der Concordia University ernannt.

## Weblink
- The Hon. Marcel Danis, P.C.,. In: Homepage des Unterhauses. Abgerufen am 3. März 2024 (englisch).